# Luigi Nazari di Calabiana

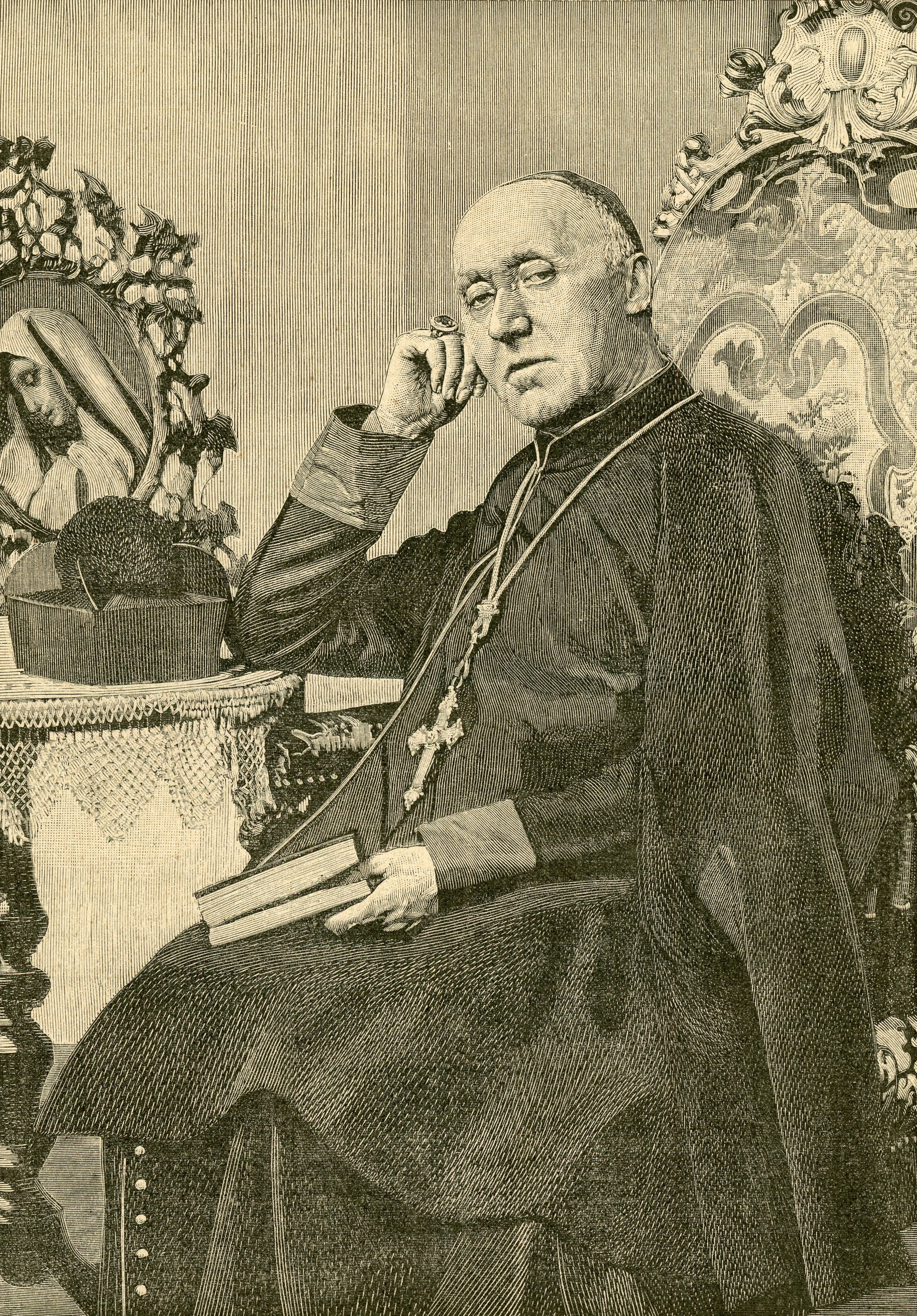
Erzbischof Luigi Nazari di Calabiana

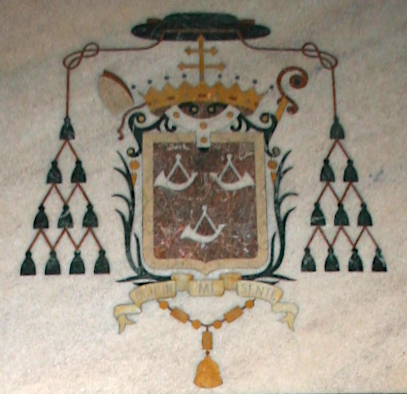
Erzbischofswappen (Schild auf seinem Grab)

Luigi Giuseppe Nazari, Conte di Calabiana (* 27. Juli 1808 in Savigliano, Italien; † 23. Oktober 1893 in Mailand) war Erzbischof von Mailand.

## Leben und Wirken
Luigi Nazari studierte im Priesterseminar von Bra und ab 1826 an der Universität von Turin. Am 29. Mai 1831 empfing er die Priesterweihe.
Nachdem er die Ernennung zuvor zweimal verweigert hatte, wurde er von Papst Pius IX. am 12. April 1847 zum Bischof von Casale Monferrato ernannt. Die Bischofsweihe empfing er am 6. Juni desselben Jahres von Kardinal Ugo Pietro Spinola. Bischof Nazari di Calabiana knüpfte Beziehungen zum Königshaus von Savoyen, wurde 1848 von König Karl Albert von Sardinien zum Senator ernannt. 1858 wurde er Komtur des Ordens der heiligen Mauritius und Lazarus (1881 Großkreuzritter) und betreute später den Thronfolger Umberto I., Sohn des italienischen Königs Viktor Emanuel II. Er setzte sich außerdem für ein Ende der Diskriminierung von Juden ein.
Am 27. März 1867 wurde er neuer Erzbischof von Mailand. Luigi Nazari bekam damit einen schwierigen Posten, da seine Vorgänger Bartolomeo Carlo Romilli und Paolo Angelo Ballerini oft Konflikte mit der Bevölkerung führten. Der neue Erzbischof stieß zunächst auf Widerstand, besonders durch konservative Kräfte, die mit seiner kompromissbereiten Amtsführung in Casale nicht einverstanden waren. Zudem herrschte in Mailand eine Choleraepidemie. Nazari versuchte daher, den inneren Frieden im Erzbistum wiederherzustellen.
Von 1869 bis 1870 nahm er als Konzilsvater am Ersten Vatikanischen Konzil teil. Er gehörte zu den wenigen Bischöfen, die nicht für das Dogma der päpstlichen Unfehlbarkeit stimmten. Nach dem Konzil ließ er alte Kirchen in Mailand restaurieren, unter anderem die Basilika Sant’Ambrogio. Außerdem reformierte er die Lehrpläne der Priesterseminare und konnte 1878 das Collegio Lombardo wiedereröffnen. In den folgenden Jahren unterstützte der Erzbischof zahlreiche Orden und karitative Organisationen. Zu seinen Freunden zählten Luigi Vitali, Gründer des Instituts für Blinde, und Giulio Tarra, Gründer des Instituts für Taubstumme. Erzbischof Nazari di Calabiana starb 1893 im Alter von 85 Jahren und wurde auf dem Friedhof Groppello in der Sommerresidenz der Mailänder Erzbischöfe beigesetzt.